# Hernando Money
Hernando De Soto Money, född 26 augusti 1839 i Holmes County, Mississippi, död 18 september 1912 i Harrison County, Mississippi, var en amerikansk demokratisk politiker. Han representerade delstaten Mississippi i båda kamrarna av USA:s kongress, först i representanthuset 1875-1885 samt 1893-1897 och sedan i senaten 1897-1911.
Money studerade juridik vid University of Mississippi och inledde omkring 1860 sin karriär som advokat. Han deltog sedan i amerikanska inbördeskriget i sydstatsarmén. Han var borgmästare i Winona 1873-1874. Han blev invald i representanthuset i kongressvalet 1874 och omvaldes fyra gånger. Han bestämde sig sedan för att inte kandidera till omval i kongressvalet 1884. Han arbetade som advokat i Washington, D.C. fram till 1891. Han kandiderade till representanthuset på nytt i kongressvalet 1892 och vann. Han omvaldes 1894.
Senator James Z. George avled 1897 i ämbetet och efterträddes av Money. Han efterträddes i sin tur år 1911 som senator av John Sharp Williams.